# Taulé
Taulé (bretonsko Taole) je naselje in občina v severozahodnem francoskem departmaju Finistère regije Bretanje. Naselje je leta 2008 imelo 2.895 prebivalcev.

## Geografija
Kraj leži v pokrajini Pays de Léon na začetku polotoka Carantec, ki ga tvorita estuarija reke Penze na zahodu in reke Rivière de Morlaix na vzhodu, 54 km severovzhodno od Bresta.

## Uprava
Taulé je sedež istoimenskega kantona, v katerega so poleg njegove vključene še občine Carantec / Karanteg, Guiclan / Gwiglann, Henvic / Henvig in Locquénolé / Lokenole z 9.425 prebivalci.
Kanton Taulé je sestavni del okrožja Morlaix.

## Zanimivosti
|  |  |

- stari zvonik, ostanek nekdanje cerkve iz 15. stoletja, francoski zgodovinski spomenik,
- neogotska župnijska cerkev sv. Petra iz začetka 20. stoletja,
- vodnjak Stivell ar Vuhez.